# Yo (Excuse Me Miss)
Yo (Excuse Me Miss) is een nummer van de Amerikaanse zanger Chris Brown. Het nummer werd uitgebracht op 13 december 2005 door het platenlabel Jive/Zomba. Het nummer behaalde de 13e positie in de Billboard Hot 100 en de 7e positie in de UK Singles Chart.